# 仲野和男
仲野 和男（なかの かずお、1961年4月26日 - 2018年8月19日）は、千葉県出身のプロ野球選手（外野手）。
日本野球機構パシフィックリーグ統括兼パシフィックリーグ運営部長。公益財団法人日本プロスポーツ協会評議員。

## 来歴・人物
我孫子高では、2年次の1978年に夏の甲子園に出場。1学年後輩に和田豊がいる。
1979年オフ、チームメイトの板沢峰生内野手と共にドラフト外で西武ライオンズに入団。
一軍公式戦出場のないまま、1982年に現役を引退した。
1988年1月にパ・リーグ事務局に入局し、2012年1月からパ・リーグ統括を務めていた。
2018年8月19日に拡張型心筋症及び心臓弁膜症のため死去。57歳没。

## 詳細情報

### 年度別打撃成績
- 一軍公式戦出場なし

### 背番号
- 70 （1980年 - 1982年）